# Спомен-чесма у Глумчу
Спомен-чесма у Глумчу налази се у селу Глумач Општина Пожега, крај пута Пожега-Косјерић. Подигнута је за време краља Александра I Карађорђевића у спомен борцима палим у Ослободилачким ратовима Србије 1912-1918. године.
Чесма је посвећена војницима погинулим и умрлим у Балканским и Првом светском рату из села Глумач, Отањ и Врањани.
Озидана је рустично обрађеним каменом у који су уграђене плоче од белог мермера са списковима палих бораца. Изнад је спомен-плоча украшена гирландом. Натпис гласи: Крвљу својом земљу обојисмо, костурима међе направисмо. † 1912-1918.

## Списак палих бораца

### Село Глумач
- Андрија Андрић
- Јован Андрић
- Светозар Богдановић
- Периша Богдановић
- Милосав Богдановић
- Милош Богдановић
- Драгомир Вилиповић
- Обрад Вилиповић
- Будимир Вилиповић
- Лука Вилиповић
- Ивко Вујовић поручник
- Велимир Вујовић
- Љубиша Вујовић
- Веселин Вујовић
- Велимир Вукићевић
- Милан Вукићевић
- Радован Вуковић
- Милун Вуковић
- Драгомир Дробњак
- Живорад Дробњак
- Иван Дробњак
- Милун Дробњак
- Милан Т. Дробњак
- Гојан Дробњак
- Ранко Дробњак
- Павле Дробњак
- Миленко Дробњак
- Ристивоје Дробњак
- Љубомир Ђокић наредник
- Војислав Ђокић
- Милојко Ђокић
- Милија Ђокић
- Радисав Ђокић
- Милутин Ђокић
- Радомир Ђокић
- Млађен Ђокић
- Малиша Ђокић
- Петар Јаџић
- Милош Љ. Јотић
- Никола Јотић
- Драгутин Јотић
- Љубисав Јотић
- Бранисав Јотић
- Иван Кораћ
- Алексије Кораћ
- Антоније Кораћ
- Борисав Кораћ
- Милутин Кораћ
- Драгољуб Лончаревић
- Тодор Миловановић
- Владимир Миловановић
- Тодор Николић
- Илија Николић
- Јован Николић
- Љубомир Николић
- Светозар Николић
- Благоје Николић
- Гвозден Николић
- Никола Ј. Николић
- Миладин М. Николић
- Сретен Николић
- Саво Николић
- Павле Николић
- Милош Николић
- Милун Николић
- Драгомир Николић
- Михаило Николић
- Иван Ж. Николић
- Млађен И. Николић
- Рађен И. Николић
- Никола М. Николић
- Миладин В. Николић
- Сава Николић
- Јаков Новаковић
- Велимир Новаковић
- Драгомир Рађеновић
- Живко Савић
- Микаило Савић
- Велимир Тешић
- Миливоје Тешић
- Арсеније Тешић
- Илија Тешић
- Милош Тешић
- Милија Тешић
- Бранисав Тешић
- Тома Чумић
- Миливоје Чумић

### Село Отањ
- Алексије Анђелић
- Веселин Анђелић
- Миљко Бонџулић
- Милинко Бошковић
- Арсеније Васиљевић
- Јовиша Васиљевић
- Драгољуб Васиљевић
- Ђорђе Васиљевић
- Радомир Вуковић
- Радован Вуковић
- Недељко Вуковић
- Војислав Вуковић
- Никола Јеремић
- Сретен Јаковљевић
- Тома Мићић
- Радиша Рајовић
- Борисав Рајовић

### Село Врањани
- Милоје Ђокић
- Никодин Заковић
- Раде Ковачевић
- Рајко Ковачевић
- Марко Лучић
- Бранко Лучић
- Љубомир Милосављевић
- Константин Милосављевић
- Тодосије Петронијевић
- Недељко Петронијевић
- Милош Рађеновић
- Чедомир Рађеновић
- Станоје Рађеновић
- Недељко Танасијевић[а]